# Manuela Roka Botey
Manuela Roka Botey (n. 1973, Bariobé⁠(d), Insular Region⁠(d), Guineea Ecuatorială) este o politiciană din Guineea Ecuatorială, care a ocupat funcția de prim-ministru al Guineei Ecuatoriale în perioada 1 februarie 2023 – 17 august 2024. Ea este prima femeie care a deținut această funcție. Numirea sa în funcția de prim-ministru de către președintele Teodoro Obiang Nguema Mbasogo a fost anunțată la 31 ianuarie 2023. L-a succedat în această funcție pe Francisco Pascual Obama Asue⁠(d). Anterior, în 2020, a ocupat funcția de ministru al educației. De asemenea, este prodecan al Facultății de Științe Umaniste și Sociale a Universității Naționale din Guineea Ecuatorială.